# Lynn White
Lynn Townsend White, Jr. (n. 29 de abril de 1907 – m. 30 de marzo de 1987) fue profesor de Historia medieval en la Universidad de Princeton, en la de Stanford y, durante mucho tiempo, en la Universidad de California, Los Ángeles. 

## Trayectoria
Tras sus estudios, se especializó en historia de la técnica, y explicó en las Universidades de Princeton, Stanford y California. Fue presidente del Mills College en Oakland, desde 1943 hasta 1958.
White analizó fundamentalmente el papel de las invenciones tecnológicas en el desarrollo de la Edad Media, pues era consciente de que la tecnología era propia de grupos que escribían poco, y por ello se había descuidado el papel que la evolución técnica había tenido en los asuntos humanos, concretamente en el cambio social. 
Pensó que la Edad Media cristiana estuvo en la raíz de la crisis ecológica del siglo XX, tal como desarrolló en una famosa AAAS conferencia en Washington del 26 de diciembre de 1966, titulada, "The Historical Roots of Our Ecologic Crisis", publicada en Science (1967). Fue una idea debatida, que incluso 
alcanzó al candidato Al Gore, en 2000.
Pero en los medios universitarios europeos el libro que más se ha utilizado es Tecnología medieval y cambio social, de 1962, que está dedicado a la memoria del historiador francés, Marc Bloch ("el medievalista más original de nuestro siglo", dice White), y que elaboró gracias a una beca Guggenheim.

## Obra principal
- The Historical Roots of Our Ecologic Crisis, Science, Vol 155 (n.º 3767), 10 de marzo de 1967, pp. 1203–1207.
- Medieval Technology and Social Change, Oxford, University Press, 1962. Tr. Tecnología medieval y cambio social, Paidós Ibérica, 1990 ISBN '978-84-7509-294-2[2][3][4]
- Medieval Religion and Technology, LA, University of California Press, 1978. Colección de diecinueve artículos publicados entre 1940 y 1975.[5][6]